# St-Martin (Bossus-lés-Rumigny)

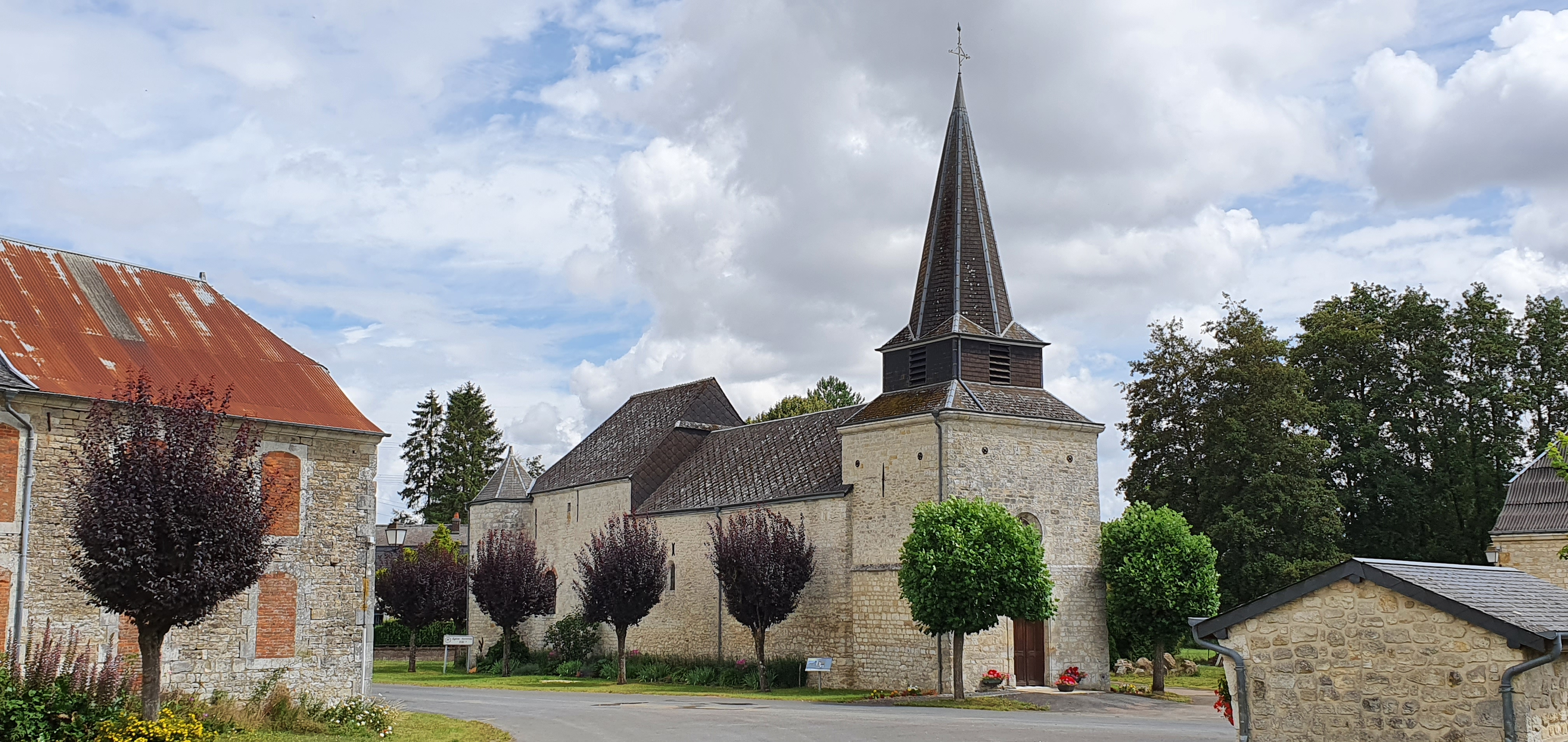
Kirche St-Martin in Bossus-lès-Rumigny

St-Martin in Bossus-lès-Rumigny  ist eine römisch-katholische Kirche aus dem 16. Jahrhundert. Sie ist dem Heiligen Martin geweiht.
Die Kirche befindet sich im französischen Département Ardennes, in der Gemeinde Bossus-lès-Rumigny.
Das Bauwerk ist eine Wehrkirche und wird zu den Wehrkirchen von Thiérache (französisch Églises fortifiées de Thiérache) gezählt. Zu den Wehrkirchen/Festungskirchen von Thiérache werden circa einhundert Kirchen gezählt. 

## Historischer Kontext
Als Grenzregion des Königreichs Frankreich war dieses Gebiet oft Schauplatz von Kriegen und Unruhen. Im 16. und 17. Jahrhundert kamen die Bürgerkriege und Religionskriege  innerhalb des Königreichs hinzu. Dies waren insbesondere die Hugenottenkriege (1562–1598). Einige Jahrzehnte später dann die Fronde (1648–1653), u. a. also auch die Kriege gegen Spanien  (1635–1659) und gegen die Habsburger; parallel dazu die anderen großen Konflikte, insbesondere der Achtzigjährige Krieg (1568–1648) und der Dreißigjährige Krieg (1618–1648).
In Gegenden, in denen die Dorfgemeinschaften nicht von ihren Herren und Herzögen verteidigt wurden, war eine befestigte Kirche ein geeigneter Zufluchtsort um sich zu schützen.

## Beschreibung
Das Gebäude ist direkt an dem Fluss Ton gelegen. Das Kirchenschiff ist schmal und hat keine Seitenschiffe. Am Chor ist es mit zwei Wehrtürmen versehen.

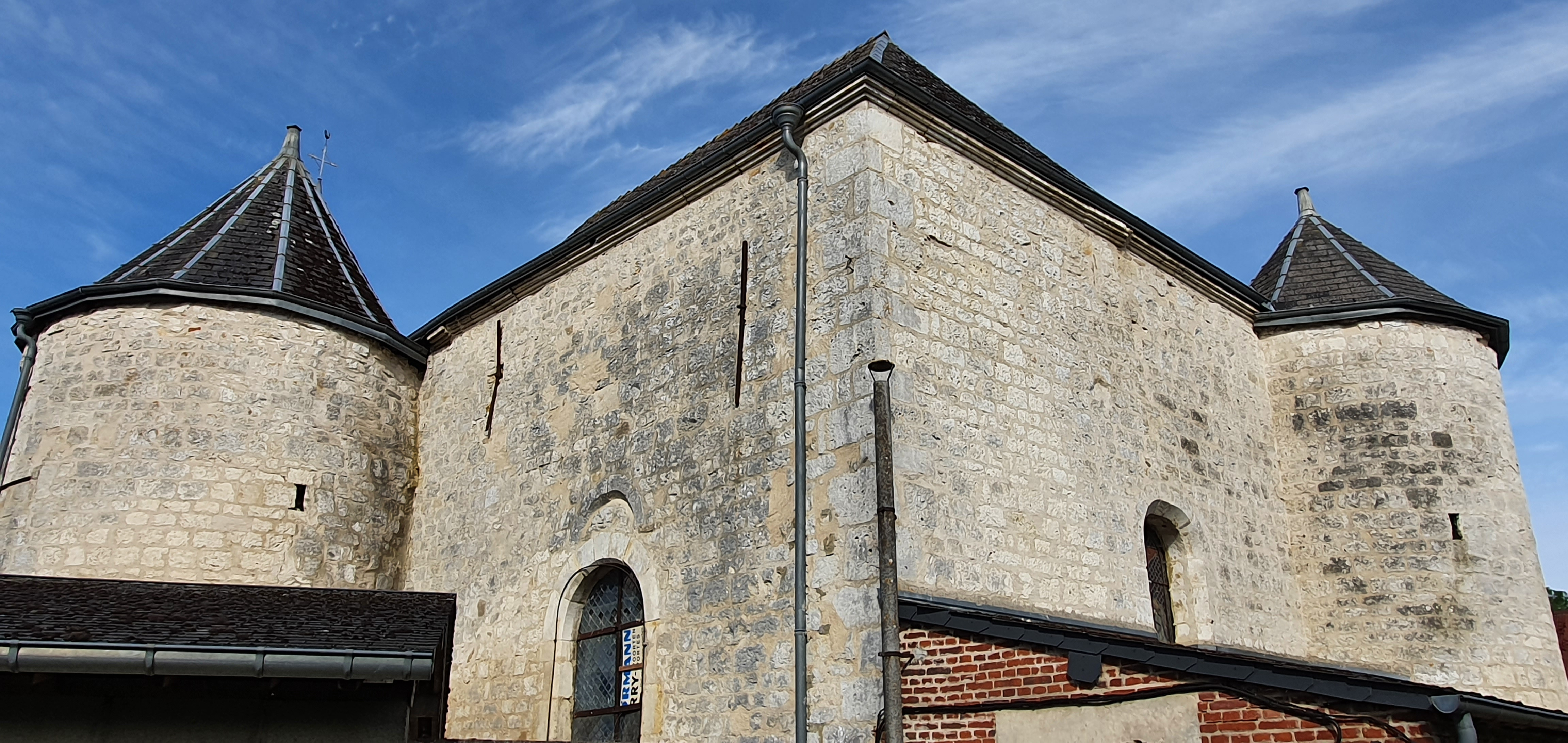
Wehrtürme
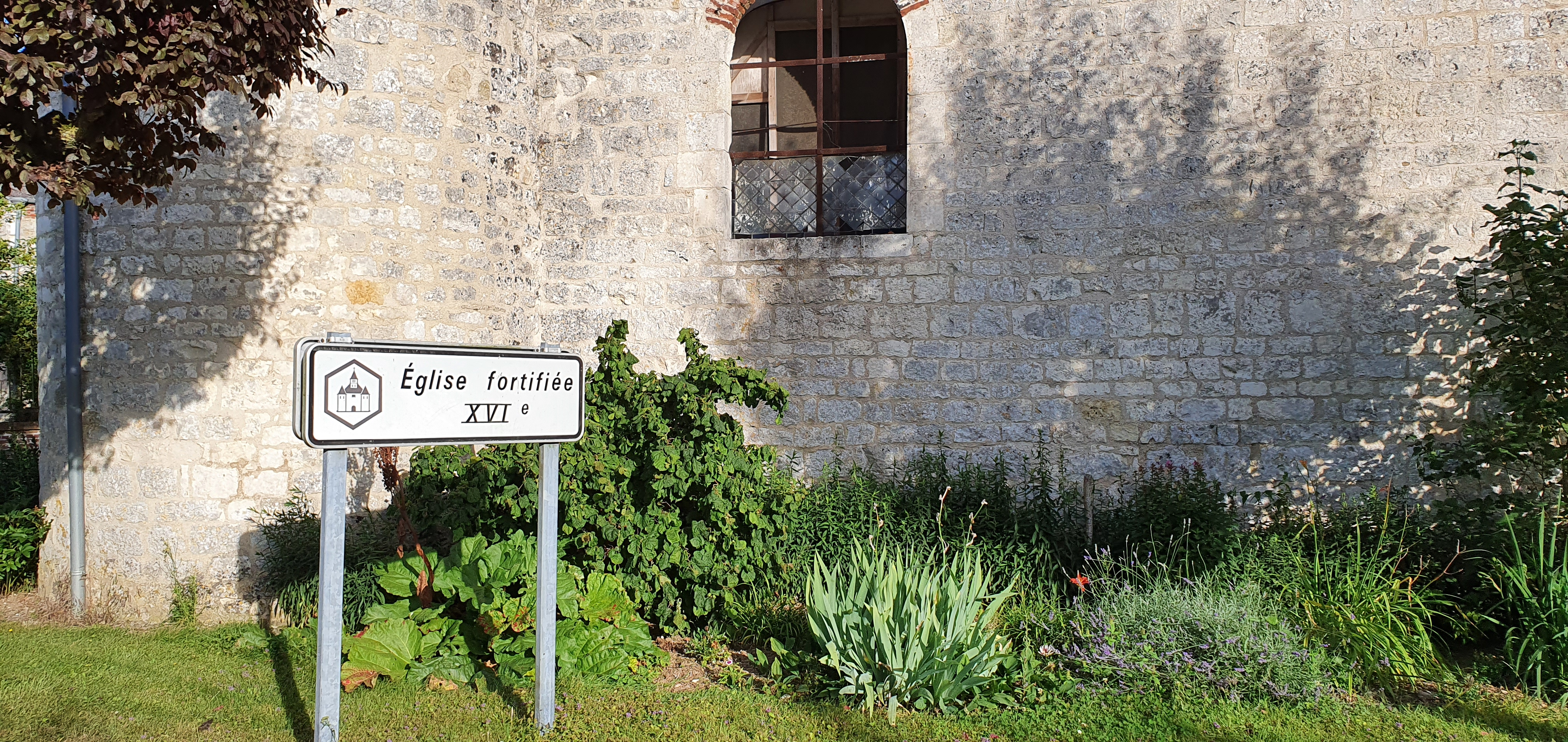
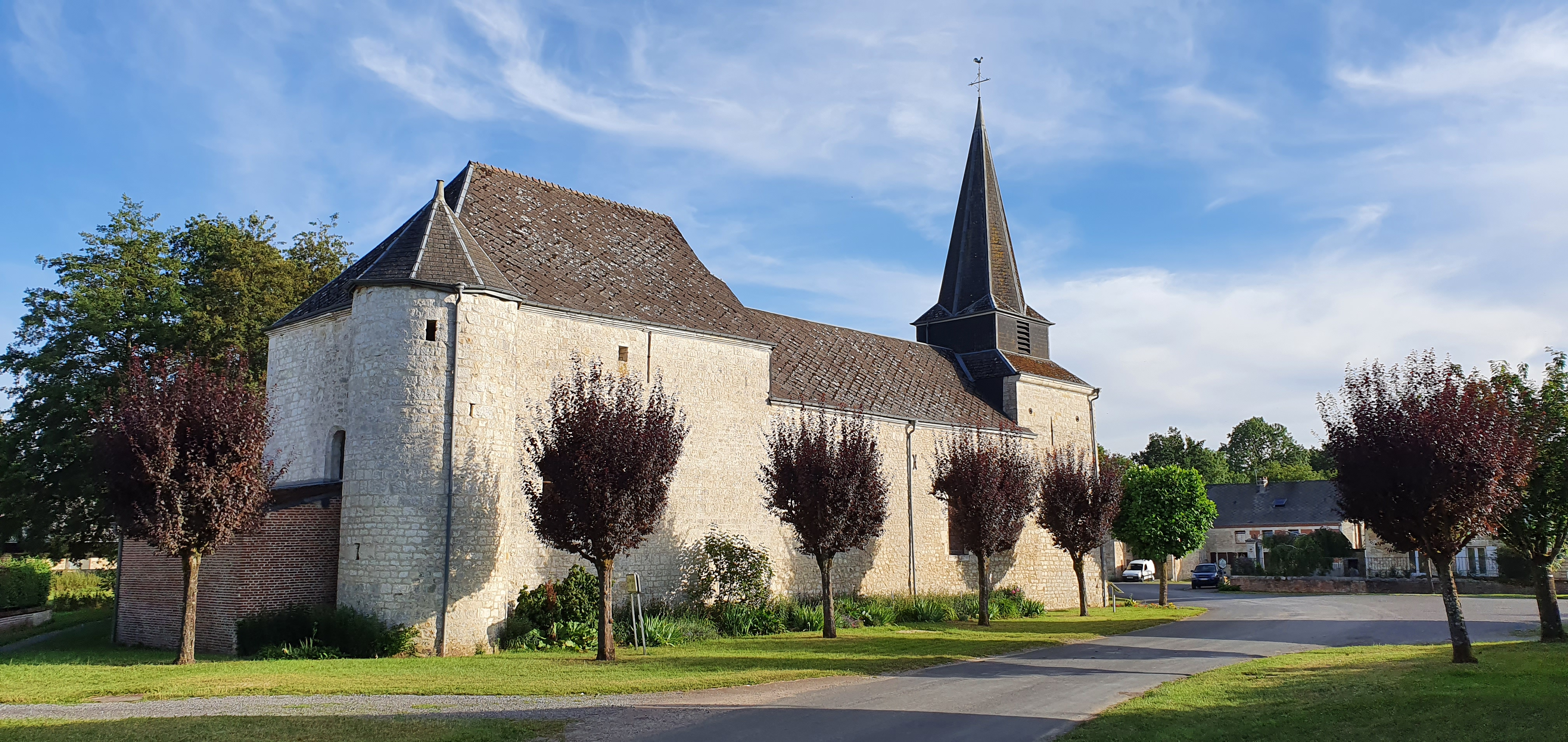
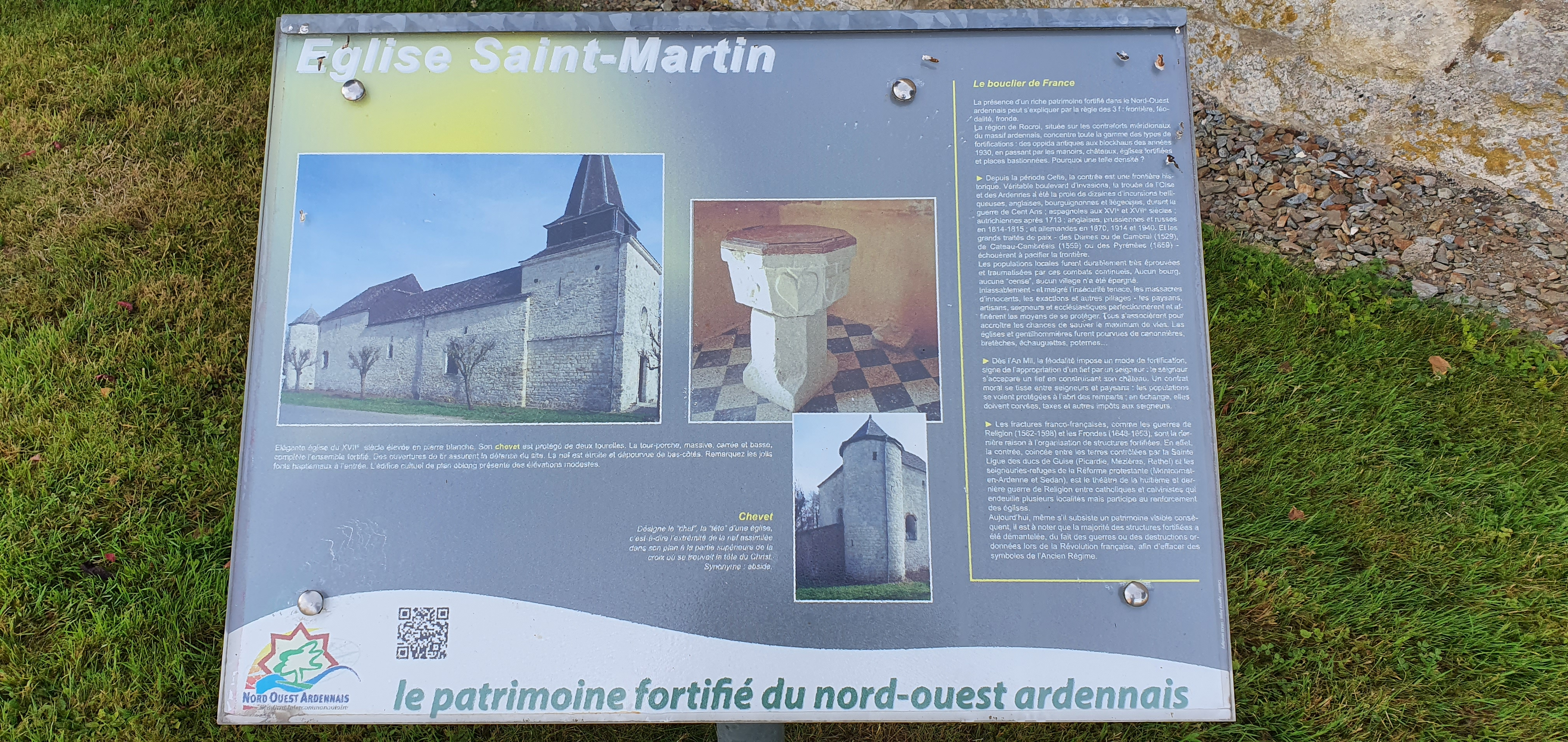
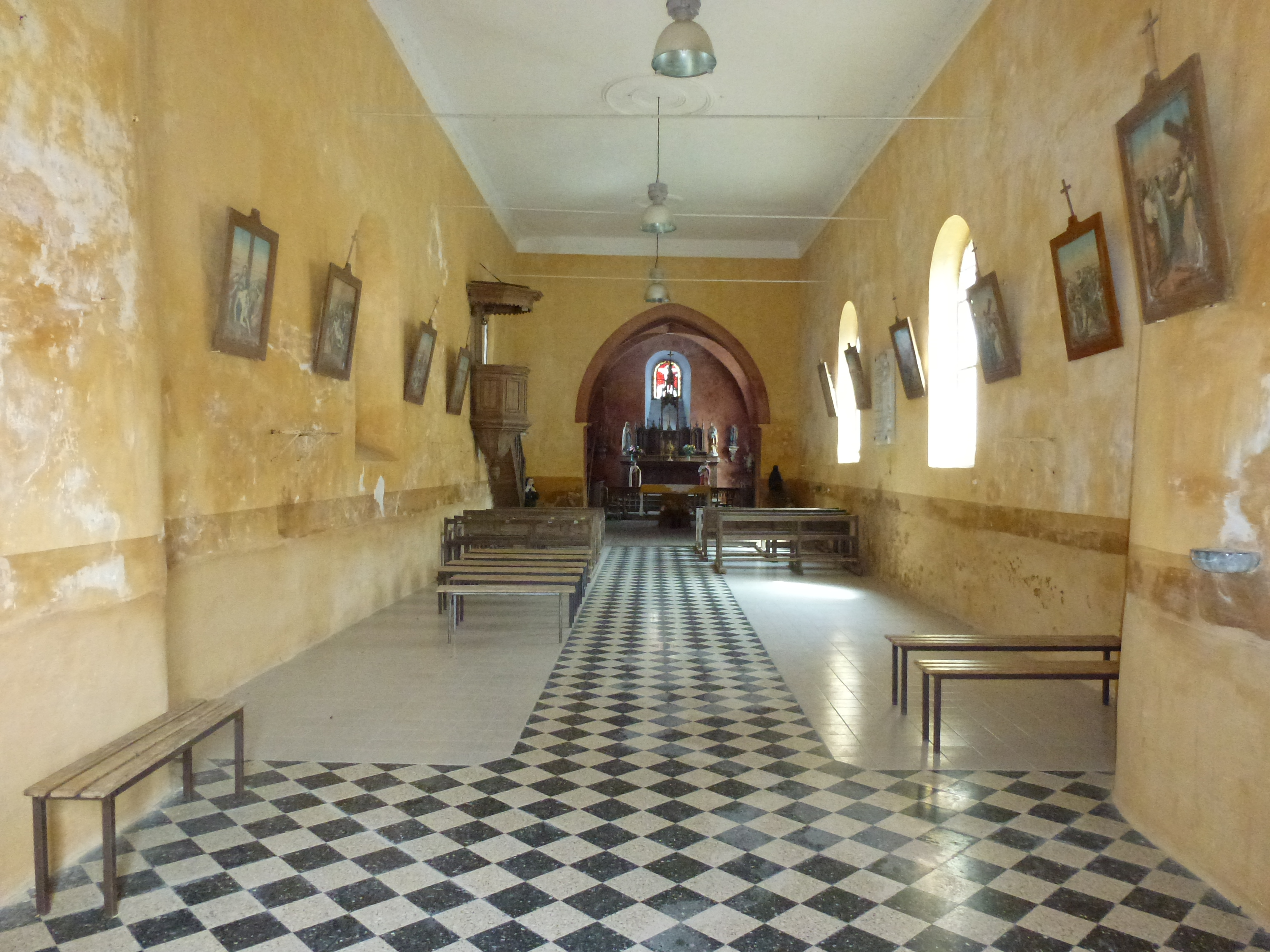
Innenansicht